# Tailly (Ardenne)
Tailly è un comune francese di 181 abitanti situato nel dipartimento delle Ardenne nella regione del Grand Est.

## Società

### Evoluzione demografica
Abitanti censiti